# (7622) Pergolesi
(7622) Pergolesi ist ein Asteroid des inneren Hauptgürtels, der am 24. September 1960 von dem niederländischen Astronomenehepaar Cornelis Johannes van Houten und Ingrid van Houten-Groeneveld entdeckt wurde. Die Entdeckung geschah im Rahmen des Palomar-Leiden-Surveys, bei dem von Tom Gehrels mit dem 120-cm-Oschin-Schmidt-Teleskop des Palomar-Observatoriums (IAU-Code 675) aufgenommene Feldplatten an der Universität Leiden durchmustert wurden.
Benannt wurde er am 16. Oktober 1997 nach dem italienischen Organisten und Komponisten Giovanni Battista Pergolesi (1710–1736), der in Neapel und Rom als Kapellmeister wirkte und dessen Intermezzo La serva padrona als Vorläufer der opera buffa bei einer Aufführung in Paris am 1. August 1752 die seit längerem andauernden Diskussionen um den Vorrang der französischen oder der italienischen Musik auf die Spitze trieb und zu einer heftigen Debatte führte, die als Buffonistenstreit in die Barockzeit hineinreichte.